# NMBS/SNCB-Reihe 553
Die Reihe 553 (ab 1971: Reihe 49) ist eine Bauart von Verbrennungstriebwagen der Nationalen Gesellschaft der Belgischen Eisenbahnen, die während des Zweiten Weltkriegs konstruiert und gebaut wurden. Die Fahrzeuge wurden größtenteils in den 1960er-Jahren und 1970er-Jahren ausgemustert.

## Geschichte
Die Fahrzeuge der Reihe 553 wurden im Jahr 1942 als dritte Generation der Schienenbusse von Brossel in Brüssel gebaut und in grün-gelber Lackierung ausgeliefert. Grundlage der Konstruktion war die 1939 ausgelieferte Reihe 552, von der nur sechs Einheiten gebaut wurden. Der wesentliche Unterschied der Reihe 553 zur Reihe 552 war ein stärkerer Achtzylinder-Reihenmotor, der von Brossel selbst hergestellt wurde. Nach Ende des Krieges stellte Brossel auf Basis der Reihe 553 die Reihe 554 her, die über eine bessere Isolation und eine Bordtoilette verfügte. 1971 erfolgte die Umzeichnung der Reihe 554 in Reihe 49. Zu diesem Zeitpunkt waren noch elf Fahrzeuge vorhanden, die aber bald darauf durch die NMBS/SNCB ausgemustert wurden. Heute sind noch zwei Fahrzeuge, 4903 und 4906, museal erhalten.

## Technik
Trotz ihrer geringen Länge von knapp 16 Metern verfügten die Fahrzeuge der Reihe 553 über zwei Drehgestelle mit je zwei Achsen. Jeweils die zur Fahrzeugmitte nächste Achse wurde angetrieben. Die Kraftübertragung erfolgte dieselmechanisch.